# ۱۲۱۳ (میلادی)
۱۲۱۳ (میلادی) هزار و دویست و سیزدهمین سال تقویم میلادی است.

## زادگان
- ۱۰ ژوئن – فخرالدین عراقی، شاعر و فیلسوف ایرانی

## درگذشتگان
- شرف الدین طوسی، ریاضی دان ایرانی (متولد سال 1135 میلادی)